# Пароброд
Пароброд је брод који се креће уз помоћ водене паре, која се добија из котлова на чврста или текућа горива. Погон може бити с бочним точковима и лопатицама (првобитни облик), пропелерима или турбинама. Први пароброди су настали пред крај 18. вијека.
Свакако најпознатији и у своје вријеме највећи пароброд био је „Титаник“.
У Србији савремено паробродарство почиње 1862. набавком Пароброда „Делиград“ из Русије.

## Галерија
- Пароброд Делиград
- Пароброд Мачва
- Пароброд Таково
- Путнички Пароброд Касија Милетић
- Пароброд Отаџбина на леду
- Пароброди на оправци, Тамиш, Бродоремонт, Панчево